# Banque du Groenland
La banque du Groenland est la banque centrale du territoire du Groenland. Elle est cotée à la Bourse de Copenhague comme GRLA, avec 2 700 actionnaires en 2010. Basée à Nuuk, la banque avait 105 salariés en 2010. Le chef de la direction est Martin Kviesgaard.

## Histoire
La Banque du Groenland a été fondée le 26 mai 1967 par un certain nombre de banques danoises, à l'époque où le Groenland était encore une province non autonome du Danemark. Les banques fondatrices ont été Privatbanken, Danske Bank, Kjøbenhavns Handelsbank, et une organisation des banques locales et provinciales basée à Copenhague. Les opérations ont commencé à Nuuk le 1er juillet 1967, tandis que les branches locales d'Ilulissat, Sisimiut et Qaqortoq en 1985, et à Maniitsoq en 1989.
Le 8 juin 1985, la banque a fusionné avec la Nuna Bank (anciennement Bikuben), au capital de 120 000 000 DKK, en conservant le nom de Grønlandsbanken, et devient la seule banque commerciale du territoire.

## Opérations
La Banque du Groenland fournit des services commerciaux, ainsi que des produits et services pour les clients privés tels que les prêts et dépôts automatisés spécialisés, et le commerce des biens et de l'administration. Avec plus de 60 000 clients, elle a des succursales dans les principales villes du Groenland, tandis que les opérations bancaires dans des petites localités sont traitées dans les bureaux de Post Greenland intégrés dans les magasins Pilersuisoq.